# ソフトスパゲッティ式めん
ソフトスパゲッティ式めん（ソフトスパゲッティしきめん）は、日本で学校給食向けに開発された麺である。通称は「スパうどん」または「ソフトめん（ソフト麺）」。

## 原料と製法
ソフトスパゲッティ式めんはうどんのようにも見えるが、うどんとは原料や製法が異なっている。

### 原料
一般的にうどんの原料は中力粉や薄力粉である（うどんの項目を参照）。それに対し、ソフトスパゲッティ式めんには強力粉（パンコムギ、学名: Triticum aestivum）が用いられている。加えてソフトスパゲッティ式めん自体が学校給食向けに開発されたものであることから、市販品でなく学校給食で出されるものには学校給食用強力粉（学校給食用小麦粉の一種）が用いられている。これは学校給食用小麦粉品質規格規程に基づき、強力粉にビタミンB1やビタミンB2を栄養素として添加・強化したものである。

### 製法
ソフトスパゲッティ式めんは、強力粉に食塩水を加えて混捏し、麺にした後に一度蒸して表面を糊化させた上で茹でることにより製造している。そのため、うどんや素麺に比べて伸びづらく、消化が良い。また表面が糊化し、かつ中がやわらかいため、うどん用途にもスパゲッティ用途にも適する。

## 歴史
1960年代の学校給食の主食メニューはパンのみ提供されていたが、当時の給食用パンは美味しくなかったことから児童から不評を受け、これに端を発する給食嫌い（給食離れ）が進行していた。しかし、アメリカ産小麦の輸入と消費を維持するという大前提から米飯は導入されなかったため、主食メニューを増やすべくパンの材料を利用しての開発が行われた。
そして東京都が1965年に学校給食に採用すると、ソフトスパゲッティ式めんは他の地域でも採用され始めた。県単位での提供地域は中部周辺に多く、滋賀県・福井県より西には島根、岡山、鹿児島県しかない。これについては、西日本ではうどんやラーメンといった既存麺類の食文化が根強いことから、ソフトスパゲッティ式めんが普及しにくかったのではないかとの見方もある。
採用地域においては、自校給食の場合でも各地の製麺業者による生産品が蒸し上がった状態で納入される。しかし、出荷の際に40分ほどの時間をかけて90度の蒸気殺菌を行うなど他の麺類に比べて調理に手間がかかることから、業者には敬遠されてきた。また、少し遅れて導入された米飯給食や他の麺類の採用により、採用地域においても学校給食の献立から姿を消しつつある。東京都では、2015年に学校給食会において「規格外」とされ、定番メニューから除外された。
しかし、子供の頃にソフトスパゲッティ式めんを味わってきた世代には懐かしさからまた食べたいと望む声が多いため、スーパーマーケットなどで入手可能な市販品（記事冒頭の写真画像のようなコンビニ弁当など）という形での流通もある。また、学校の教室風の店内演出とともにソフトスパゲッティ式めんやその他の給食メニューを提供する外食店も見られる。『思い出の給食』アンケートでは、関東地方で常に上位に位置している。

## 著名なメーカー
- 有限会社羽山商店（静岡県焼津市）
- 山田うどん
- おやつカンパニー - 前身企業の「松田産業」時代にソフトスパゲッティ式めんを製造していた。
- 東洋水産 - 2011年8月に地域限定で家庭向けソフトスパゲッティ式めんを発売した[8]。
- スガキコシステムズ - ソフトスパゲッティ式めんを使用したチルドめんを発売している[9][10]。